# FireHouse
Femme Fatale – amerykański zespół rockowy, funkcjonujący od 1989 roku.

## Historia
Początki zespołu sięgają 1984 roku, kiedy zespół White Heat, w którym występował gitarzysta Bill Leverty, zatrudnił Michaela Fostera jako perkusistę. Następnie Leverty i Foster spotkali w klubie zespół Maxx Warrior, w którym grali C.J. Snare (wokal) i Perry Richardson (bas). Po rozpadzie Maxx Warrior Leverty skontaktował się ze Snare’em i muzycy udzielili wspólnego koncertu, a wkrótce później do nowo utworzonego zespołu dołączył Richardson. W 1989 roku z zespołem skontaktował się pracujący w Epic Records Michael Caplan, który po ujrzeniu koncertu zaproponował muzykom kontrakt płytowy.
Pierwszy album formacji, zatytułowany FireHouse, został wydany w 1990 roku. Grany przez muzyków melodyjny hard rock odniósł sukces. Płyta uzyskała status platynowej, dwa single („Don't Treat Me Bad” i „Love of a Lifetime”) znalazły się w pierwszej dwudziestce listy Hot 100, a grupa zdobyła liczne nagrody dla najlepszego nowego zespołu roku, m.in. American Music Award oraz magazynów „Metal Edge” i „Young Guitar Magazine”.
Drugi album został zatytułowany Hold Your Fire i uzyskał status złotej płyty, a pochodzący z niego utwór „When I Look Into Your Eyes” uplasował się w pierwszej dziesiątce listy Hot 100. Kolejny album – 3 – ukazał się w 1995 roku, a jego producentem był Ron Nevison. Muzyka prezentowana przez zespół miała łagodniejszy charakter w stylu AOR. Czwarty album – Good Acoustics – ukazał się w 1996 roku i został wyprodukowany przez Leverty’ego. Uzyskał on status złotej płyty w sześciu krajach. W 1998 roku ukazał się albumCategory 5, a rok później Bring 'Em Out Live, który był zapisem występu zespołu w Japonii.
W 2000 roku w wyniku nieporozumień z zespołu odszedł Perry Richardson, a zastąpił go Bruce Waibel. Pierwszym albumem nagranym z nowym basistą był O2. Waibel nagrał z FireHouse jeszcze Prime Time, a w 2003 roku umarł. W 2011 roku zespół powrócił z nową płytą, Full Circle.

## Skład zespołu

### Obecny
- Bill Leverty – gitary, wokal (od 1989)
- Michael Foster – perkusja, wokal wspierający (od 1989)
- Allen McKenzie – gitara basowa, wokal wspierający (od 2004)

### Dawni członkowie
- C.J. Snare – wokal, instrumenty klawiszowe (1989-†2024)
- Perry Richardson – gitara basowa, wokal wspierający (1989–2000)
- Bruce Waibel – gitara basowa, wokal wspierający (2000–2003)
- Dario Seixas – gitara basowa, wokal wspierający (2003)

## Dyskografia
- FireHouse (1990)
- Hold Your Fire (1992)
- 3 (1995)
- Good Acoustics (1996)
- Category 5 (1998)
- The Best of FireHouse (kompilacja, 1998)
- Bring 'Em Out Live (koncertowy, 1999)
- O2 (2000)
- Super Hits: The Best of FireHouse (kompilacja, 2000)
- Prime Time (2003)
- Playlist: The Very Best of FireHouse (kompilacja, 2003)
- Full Circle (2011)